# Rhododendron rugosum
Rhododendron rugosum är en ljungväxtart som beskrevs av Low och Joseph Dalton Hooker. Rhododendron rugosum ingår i släktet rododendron, och familjen ljungväxter.

## Underarter
Arten delas in i följande underarter:
- R. r. coriifolium
- R. r. kinabaluense
- R. r. laeve

## Bildgalleri

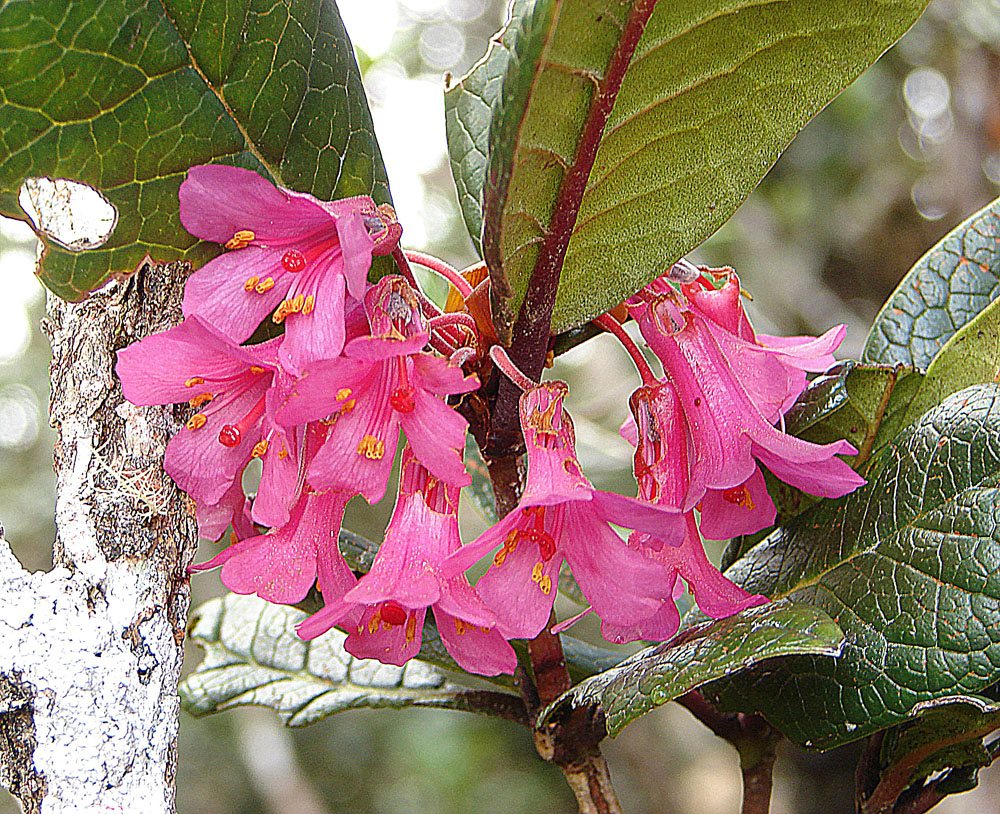
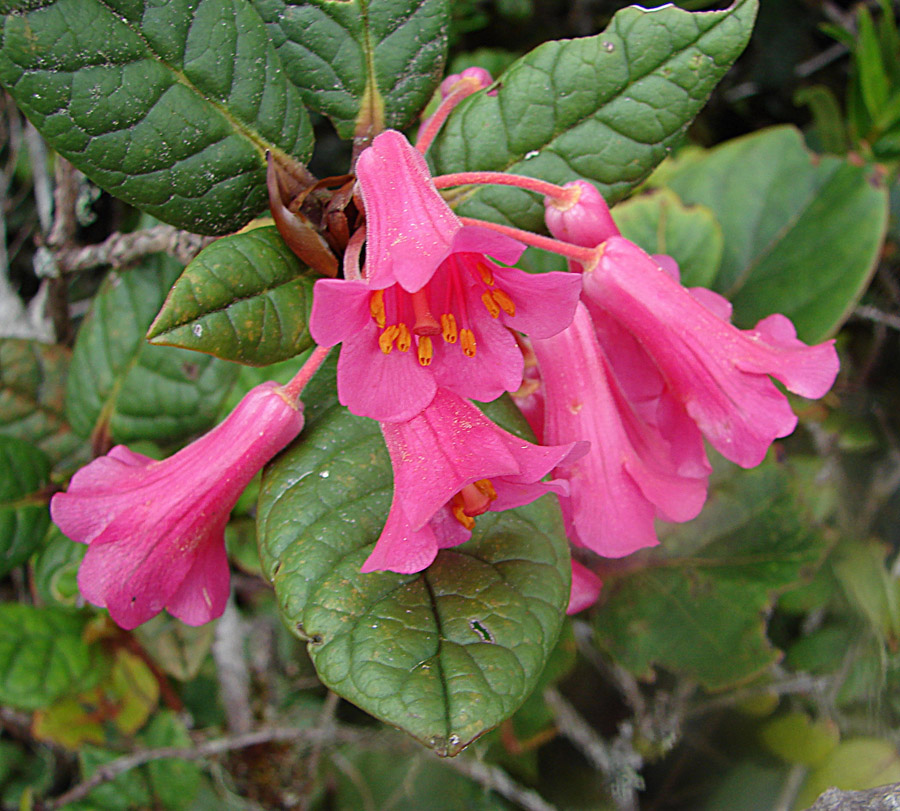
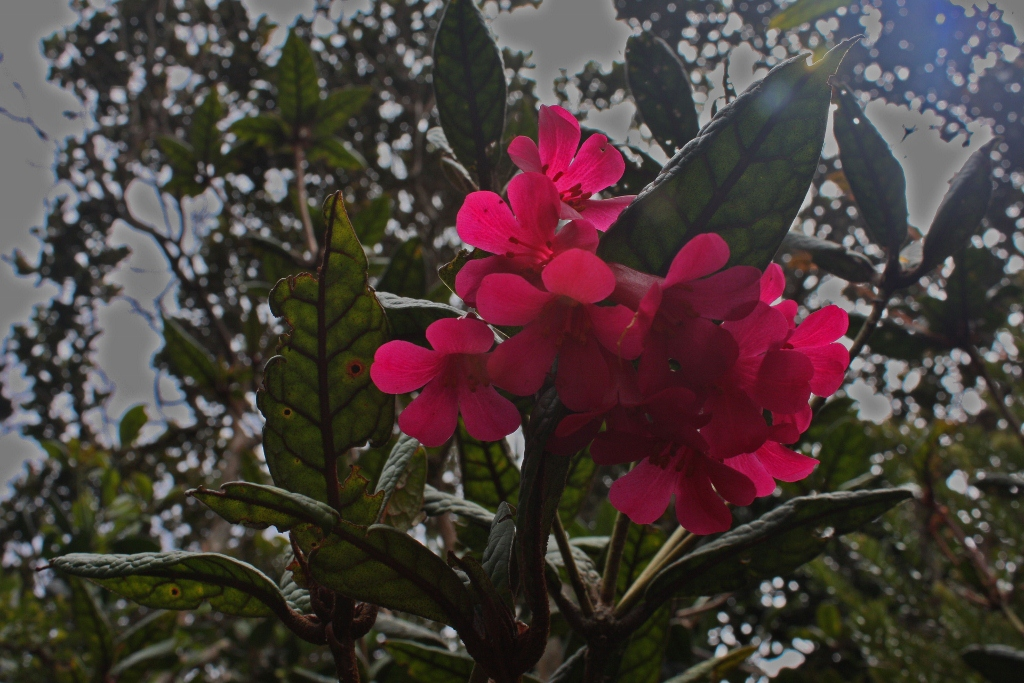